# Antigoniderna

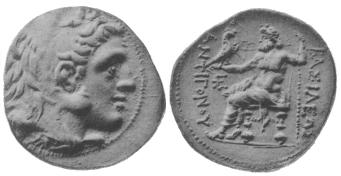
Antigonos I Monofthalmos

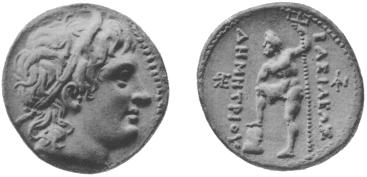
Demetrius I Poliorketes

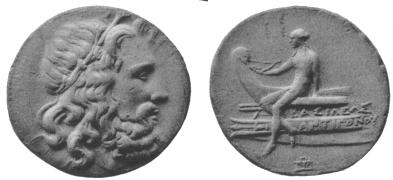
Antigonos II Gonatas

Antigoniderna var en dynasti av hellenistiska kungar som härstammade från Alexander den stores general Antigonos I Monofthalmos ("den enögde").
Antigoniderna, som efterträdde Antipatriddynastin i stora delar av Kungariket Makedonien, regerade Antigonos mestadels över Mindre Asien och norra Syrien. Hans försök att ta kontroll över hela Alexanders imperium ledde till nederlag och hans död vid Slaget vid Ipsos 301 f.Kr.. Antigonos son Demetrios I Poliorketes överlevde slaget och lyckades ta kontroll över Makedonien några år senare, men så småningom förlorade han sin tron. Efter en period av förvirring, lyckades Demetrios son Antigonos II Gonatas fastställa familjens kontroll över det gamla kungariket Makedonien, liksom över de flesta grekiska stadsstater, 276 f.Kr..
Antigoniderna var en av fyra dynastier som etablerades av Alexanders efterträdare. De andra är Seleukidiska dynastin, Ptolemaiska dynastin och Attalidiska dynastin. Den sista ättlingen i dynastin – Perseus av Makedonien – som regerade mellan 179 och 168 f.Kr., blev känd som en förkämpe för grekisk frihet mot Rom. Trots detta visade han sig oförmögen att stoppa de framryckande romerska legionerna och grekernas nederlag vid slaget vid Pydna blev slutet för dynastin.

## Dynastin
Medlemmar av Antigoniddynastin:
- Antigonos I Monofthalmos
- Demetrios I Poliorketes (294 f.Kr. -287 f.Kr.)
- Antigonos II Gonatas (276 f.Kr. -239 f.Kr.)
- Demetrios II Aitolikos (239 f.Kr.-229 f.Kr.)
- Antigonos III Doson (229 f.Kr. - 221 f.Kr.)
- Filip V (221 f.Kr. -179 f.Kr.)
- Perseus (179 f.Kr. -168 f.Kr.)